# Hontoria de Cerrato
Hontoria de Cerrato – gmina w Hiszpanii, w prowincji Palencia, w Kastylii i León, o powierzchni 29,53 km². W 2011 roku gmina liczyła 110 mieszkańców.